# Крамаренко Станіслав Іванович
Станісла́в Іва́нович Крамаре́нко (22 листопада 1943, СРСР — ?) — радянський та російський профспілковий діяч, секретар Загальної конфедерації професійних спілок СРСР.

## Біографія
Після закінчення школи працював матросом на промислових судах, згодом перейшов на комсомольську роботу.
Закінчив Горьковський інститут інженерів транспорту.
З 1974 року працював завідувачем сектору трудового виховання робітничої молоді ВЦРПС. Член КПРС.
Шість років очолював відділ виховної роботи, культури та спорту ВЦРПС.
30 листопада 1990 — квітень 1992 року — секретар Загальної конфедерації професійних спілок СРСР.
До 1993 року — заступник голови Загальної конфедерації профспілок СНД.
У 1993—1995 роках — керівник інформаційно-аналітичного центру профспілок Федерації незалежних профспілок Росії.
У 1995—1997 роках — віцепрезидент, голова московського представництва НК «ЮНКО».
У 1996—1997 роках — голова Московського представництва швейцарської компанії «Lia Oil SA»
З 1997 до березня 1998 року — керівник апарату президента, віцепрезидент ВАТ НК «Сіданко» з комерційної діяльності.
З травня 1998 року — віцепрезидент ВАТ «Група Альянс».
Працював у ТОВ «ІК Велес Капітал». Генеральний директор компанії «Алітек».
Подальша доля невідома.